# Miagrammopes cubanus
Miagrammopes cubanus là một loài nhện trong họ Uloboridae.
Loài này thuộc chi Miagrammopes. Miagrammopes cubanus được Richard C. Banks miêu tả năm 1909.